# メドトロニック
メドトロニック（英: Medtronic plc）は、心臓ペースメーカーを中心とした医療機器の開発・製造・販売を行う株式会社。アイルランド・ダブリンに本社（役員オフィス）を置き、オペレーション本部をアメリカ合衆国・ミネソタ州・ミネアポリスに置く。日本法人は日本メドトロニック株式会社及びメドトロニックソファモアダネック株式会社。ニューヨーク証券取引所上場企業（NYSE: MDT）。

## 沿革
1949年、ミネソタ大学病院に勤務していたアール・バッケン（Earl Bakken）とその義兄のPalmer Hermundslieにより、医療機器修理会社として、ミネソタ州のSt. Anthonyで設立された。アール・バッケンは1957年、元勤務先同僚で名外科医として知られたC. Walton Lilleheiより停電の影響を受けない心臓ペースメーカーの開発を依頼されたことを契機に、世界初の電池式心臓ペースメーカーを開発、その後他の医師たちとの協働を経て、1960年代後半に世界初の植込型心臓ペースメーカーを開発した。開発の経費が嵩んだことから一時メドトロニックの経営は危機に陥ったが、フィランソロピストとしても知られたアール・バッケンは、会社の理念を定めたMedtronic Missionを制定し危機を克服、1989年に一時メドトロニックの経営から手を引きハワイ島に移住するも、数年後に復帰し従業員に企業理念の重要性を説く活動を続けた。
心臓ペースメーカーの世界最大手に成長したメドトロニックは、1998年にワシントン州・レドモンドに拠点を置く医療機器メーカーのPhysio-Control Corporationを買収した。その後世界金融危機の発生を受け、メドトロニックは事業再構築に取り組み、その過程でPhysio-Control Corporationを売却したが、2014年6月、アイルランド・ダブリンに拠点を置く大手医療機器メーカーのコヴィディエン（Covidien plc）の買収・子会社化を発表、最大規模となったこの買収が成功したことを契機に、メドトロニックは本社（役員オフィスおよび会社登記）をダブリンへと移転した。今日のメドトロニックは、世界160近くの国に480以上の拠点を持ち、約88,000人の従業員を持つ多国籍企業に成長している。

## 日本法人
日本法人は「日本メドトロニック株式会社」（Medtronic Japan Co., Ltd.）と「メドトロニックソファモアダネック株式会社」（Medtronic Sofamor Danek, Co., Ltd.）の2法人が存在する。
- 日本メドトロニック株式会社は1975年に設立され、ペースメーカーをはじめとする医療技術・治療法の提供を行っている[10]。本社を東京都港区の品川シーズンテラスに置き、各地に支店を持つ[11]。
- メドトロニックソファモアダネック株式会社は1996年に設立され、脊椎脊髄疾患を中心とした治療機器の提供を行っている[10]。本社を大阪市福島区に置き、各地に営業所を持つ[12]。

なお、コヴィディエンの日本法人は「コヴィディエンジャパン株式会社」と「日本コヴィディエン株式会社」の2法人が存在しているが、親会社の買収を受け、現在はメドトロニックのグループ会社となり（本社所在地は日本メドトロニック株式会社と同じ）、各地に事業所・工場などを持つ。